# 佩佩蛙
Pepe the Frog，音译佩佩蛙、青蛙佩佩等，源自Matt Furie所绘制的一幅漫畫，2008年起於Myspace、蓋亞在線和4chan上流行，2015年為Tumblr最受歡迎的網路爆紅圖片之一。
Pepe一般被刻畫为一隻有青蛙頭部但人形身體的生物。Pepe的含义和用途隨時間改變，擁有許多變體，包括Feels Good Man（感觉不错蛙）、Sad frog（傷心青蛙、悲伤蛙）、Feels frog（感情青蛙）和"You will never..." frog（「你永遠不會⋯⋯」青蛙）等。
2016年美國總統選舉期間，白人民族主義和另类右派者開始使用Pepe以及其他網路語彙吸引千禧世代加入，使Pepe與之拉上关系。2016年，希拉莉·克林頓的競選網頁指Pepe是「與白人優越主義有關的象徵」，並譴責特朗普的競選團隊傳播該迷因，反誹謗聯盟也将Pepe列為仇恨符號，但補註並非所有Pepe迷因都是出於種族主義。Pepe的原創作者公開對Pepe被用作仇恨符號表示不悅，他為了強調立場，于2017年5月5日親手象徵性地將Pepe賜死。

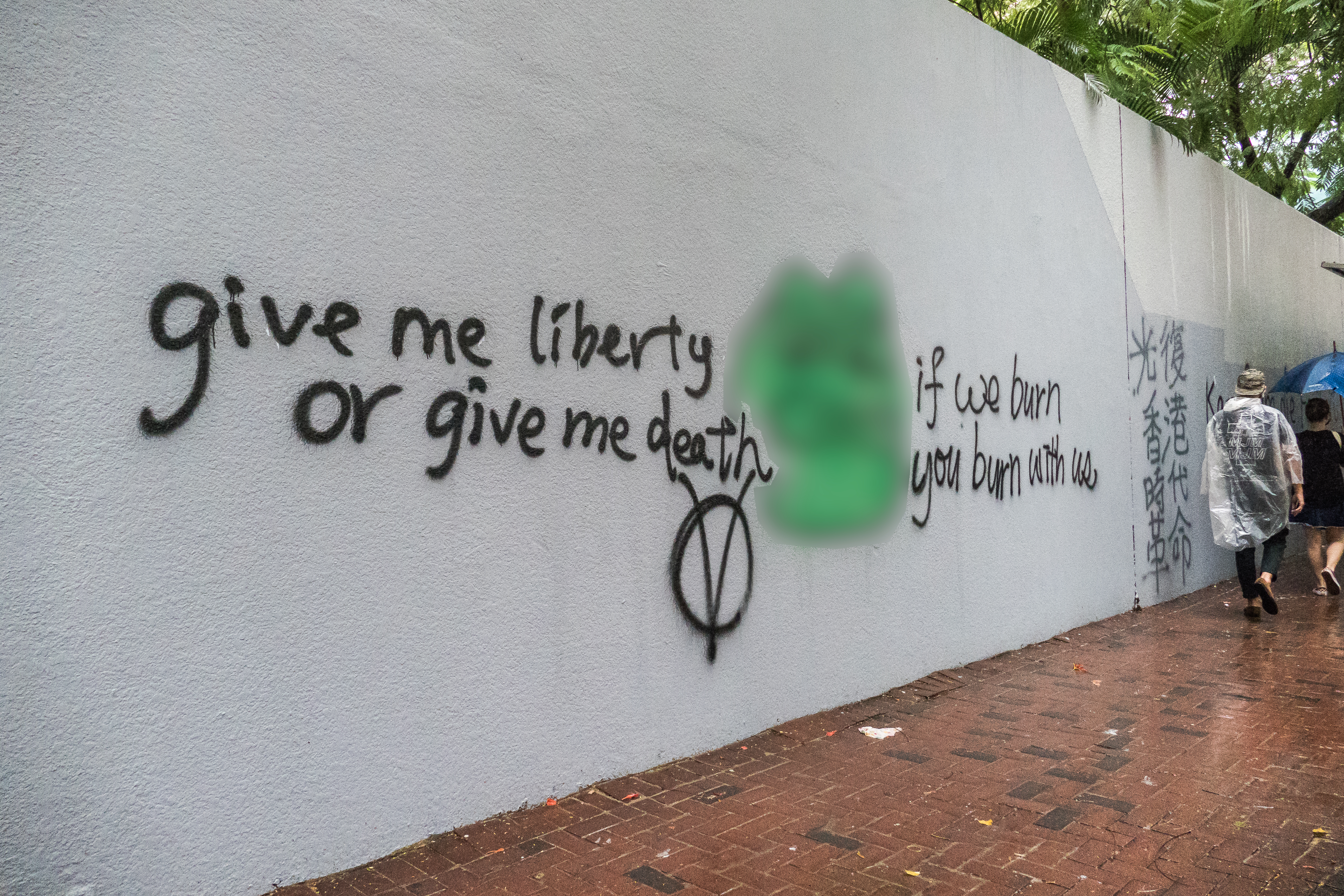
反送中運動示威者使用Pepe形象制作的涂鸦。
（因版權問題，此圖中的佩佩蛙被打碼）

2019年香港反修例運動期间，有示威者使用Pepe的形象作涂鸦和创作。香港网民以“Pepe重生香港”为标题向Pepe原作者致信，称“佩佩已經成為持續示威的抗爭符號”，原作者麥特则回应称“真是个好消息！佩佩是人民的！”（This is great news! Pepe for the people!）。
Pepe在Reddit和Discord等社交媒體平台上仍然是可識別和熟悉的景象。在這些平台上，圖像被修改為Pepe主題的自製表情符號。

## 延伸閱讀
- Singal, Jesse. . NYMag. 2016-09-16  [2016-09-16]. （原始内容存档于2018-10-08）.